# Temples budistes del Japó

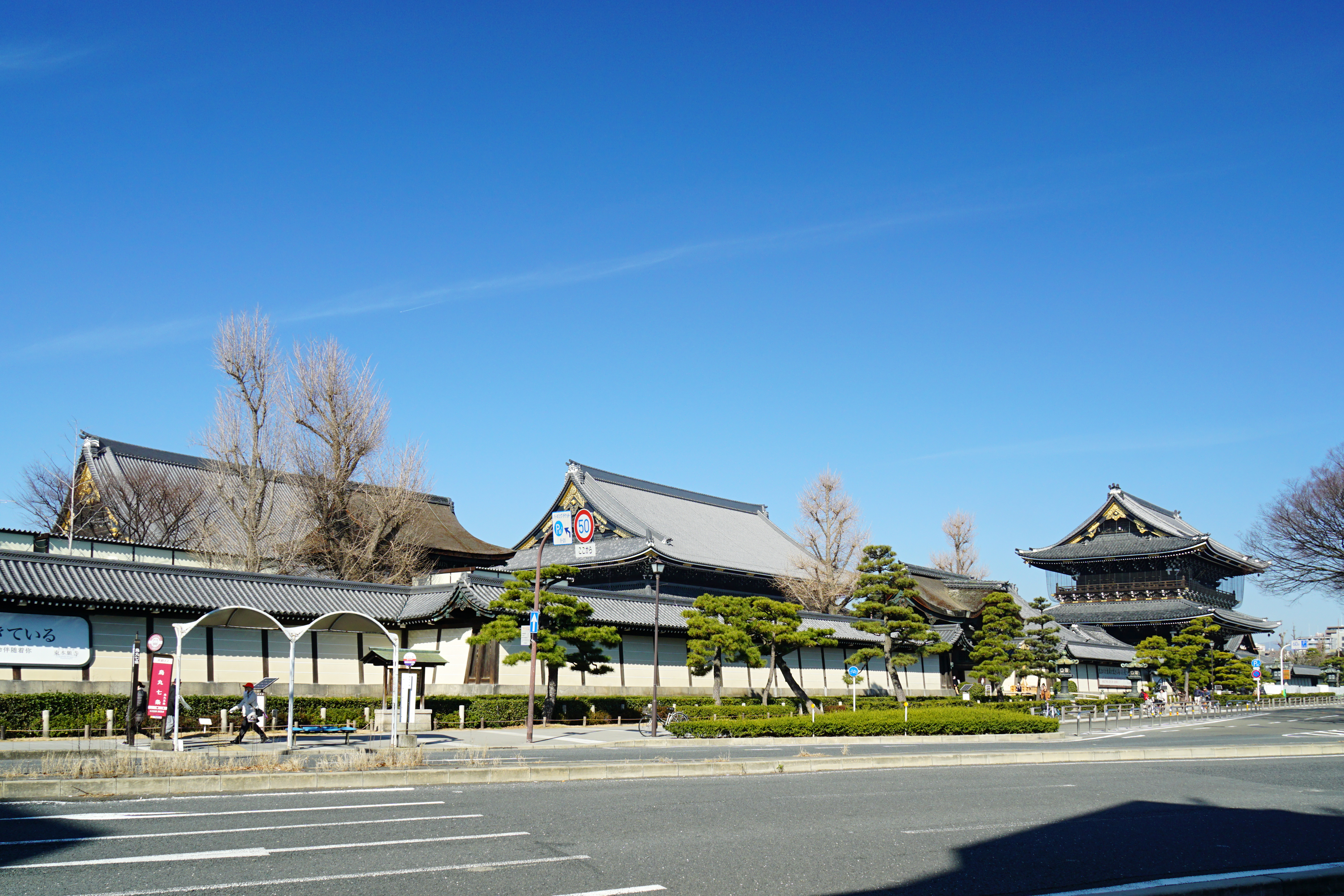
El Higashi Hongan-ji a Kioto.

Els temples budistes japonesos mostren una gran varietat, però es poden fer certes generalitzacions sobre les normes i directrius generals que segueixen.
Al costat dels santuaris sintoistes, els temples budistes són els edificis religiosos més nombrosos, famosos i importants al Japó. La paraula japonesa per temple budista és tera (寺), i el mateix kanji també té la pronunciació ji, així que els noms de temples solen acabar en -ji o -dera. Hi ha també un nombre de variacions com el pot ser -in. Els temples més famosos al Japó són el Enryaku-ji, el Kiyomizu-dera, i el Kōtoku-in són bons patrons per il·lustrar les principals nomenclatures de temple budista japonès.